# Robert Urbain
Robert Urbain (ur. 24 listopada 1930 w Hornu, zm. 9 listopada 2018) – belgijski i waloński polityk, nauczyciel oraz samorządowiec, działacz Partii Socjalistycznej, parlamentarzysta, minister w rządzie federalnym.

## Życiorys
Ukończył École normale de Mons, po czym pracował jako nauczyciel matematyki. Działał w organizacji związkowej CGSP. Dołączył do Belgijskiej Partii Socjalistycznej, po podziale ugrupowania został działaczem walońskich socjalistów.
W latach 1965–1976 był radnym miejscowości Hyon, od 1969 do 1971 był urzędnikiem w prowincji Hainaut. Między 1971 a 1995 sprawował mandat posła do federalnej Izby Reprezentantów. Zasiadał także w radzie regionalnej Walonii (1980–1995) oraz radzie wspólnoty francuskiej (1971–1995). W latach 1977–2006 był radnym w Boussu. Przez cały ten czas (z przerwą w okresie 1994–1995) pełnił również funkcję burmistrza tej miejscowości.
W 1973 był sekretarzem stanu przy ministrze robót publicznych, odpowiadając za mieszkalnictwo. W latach 1977–1979 zajmował stanowisko sekretarza stanu przy ministrze do spraw Walonii, zajmując się gospodarką regionalną. Następnie wchodził w skład rządu federalnego jako minister poczty i telekomunikacji (1979–1980) oraz minister handlu zagranicznego (1980–1981). Sprawował także urząd ministra we władzach wspólnoty francuskiej – do spraw zdrowia i edukacji (1981–1985) oraz do spraw społecznych i zdrowia (1988). W 1988 powrócił do rządu federalnego. Pełnił w nim ponownie funkcję ministra handlu zagranicznego (do 1992), a następnie ministra handlu zagranicznego i spraw europejskich (1992–1995). Od 1995 do 1999 zasiadał w belgijskim Senacie.
Był też przewodniczącym rady dyrektorów Université de Mons-Hainaut (1992–2004).

## Odznaczenia
Belgijskie
- Krzyż Wielki Orderu Korony
- Krzyż Wielki Orderu Leopolda II
- Komandor Orderu Leopolda[3]

Zagraniczne
- Krzyż Wielki Orderu Izabeli Katolickiej (Hiszpania)
- Krzyż Wielki Orderu Oranje-Nassau (Holandia)
- Krzyż Wielki Orderu Słońca Peru (Peru)
- Krzyż Wielki Orderu Infanta Henryka (Portugalia)[3]